# Sven-Olof Sandberg

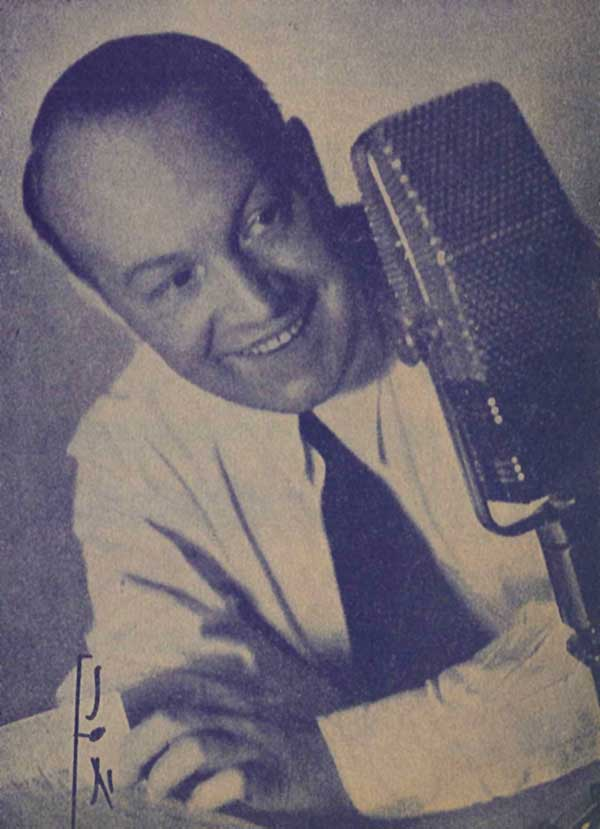
"SOS" vid mikrofonen omkring 1940.

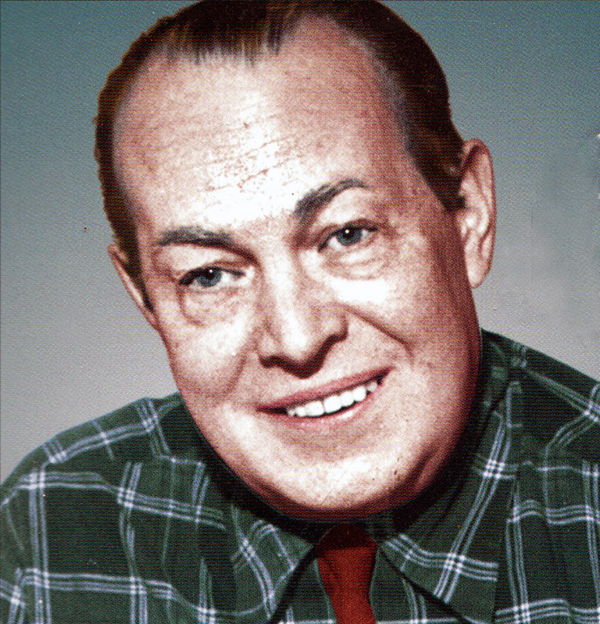
SOS på 1950-talet.

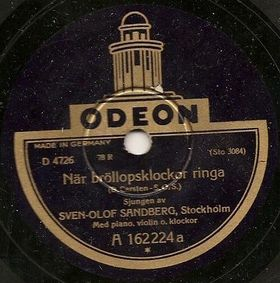
Sandbergs tidiga skivframgång "När bröllopsklockor ringa".

Sven-Olof Sandberg, populärt kallad SOS, född den 28 december 1905 i Stockholm, död den 20 augusti 1974 i Danderyd, var en svensk sångare och sångtextförfattare.

## Biografi
Sven-Olof Sandberg var son till maskinsättaren Carl Johan Sandberg. Efter folkskolan arbetade han med olika uppgifter till 1923 då han började på skådespelarbanan. År 1924 spelade han sommarteater med Weyler Hildebrand och Nils Ferlin. Samtidigt arbetade han 1925–1930 inom veckopressen. Han debuterade som skiv- och radioartist 1927 och fick året därpå ett genombrott med "När bröllopsklockor ringa". 
Efter flitiga folkparksturneer skadade han sin röst, och upphörde tillfälligt med sångkarriären. Efter en tids vila och vidareutveckling av sin röst för Joseph Hislop återupptog han sången.
Han kom med sin barytonstämma att bli en av Sveriges mest produktiva sångare. Perioden 1940–1944 var han engagerad vid Operan i Stockholm. 
Sandberg grundade 1929 musikförlaget Svenska Noter där han utöver texter till schlager och andra sånger även gav ut noveller och reseskildringar. På en del alster använde han pseudonymen Tom Wilson. SOS, som han kallades, fungerade också som emissarie för andra artister. Under en period var han emissarie för Jussi Björling och var mannen bakom Jussi Björlings konserter i de svenska folkparkerna.
Han var gift tre gånger, första gången från 1927 med Greta Möllersten till hennes död 1929, andra gången mellan 1930 och 1941 med pianisten Gunnel Andrén och tredje gången från 1941 med textförfattaren Gunilla Nordström. Han hade tre barn i andra giftet och fyra i det tredje.

## Filmografi
- 1932 – Hans livs match
- 1935 – Grabbarna i 57:an
- 1940 – Pinocchio (Benjamin Syrsas sångröst)[7]
- 1940 – Med dej i mina armar
- 1940 – Beredskapspojkar
- 1943 – Vi mötte stormen
- 1943 – Den underbara tonen
- 1958 – Jazzgossen

## Teater

### Roller (urval)
| År   | Roll     | Produktion                                          | Regi             | Teater        |
| ---- | -------- | --------------------------------------------------- | ---------------- | ------------- |
| 1942 | Amiralen | Blåjackor Lajos Lajtai, André Barde och Lauri Wylie | Leif Amble-Naess | Oscarsteatern |

## Radioteater

### Roller
| År   | Roll        | Produktion                                                           | Regi          |
| ---- | ----------- | -------------------------------------------------------------------- | ------------- |
| 1944 | Medverkande | Den stora vårutredningen 1944, revy Georg Eliasson och Gösta Rybrant | Palle Brunius |

## Musik, som kompositör
- 1938 – Bortom bergen de blå
- 1929 – Då reser jag med Klara till Sahara

## Musik, som textförfattare (urval)
- 1953 – Det sitter en flicka och väntar
- 1943 – Ljuva dröm
- 1943 – Min längtans melodi
- 1935 – Gamle Svarten
- 1934 – Capri
- 1931 – Ett vårsvärmeri
- 1931 – När det våras ibland bergen
- 1931 – Ay ay ay!
- 1931 – Bella signorina
- 1931 – Mitt hem i Hawaji
- 1928 – När bröllopsklockor ringa
- 1927 – Vintergatan

## Diskografi
- Liliedahl, Karleric; Englund, Björn (2001). Sven-Olof Sandberg på skiva [Elektronisk resurs] (2., rev. utg.). Stockholm: Arkivet för ljud och bild. Libris 2856925

## Bibliografi (urval)

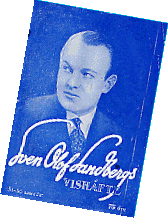
SOS vishäfte.

### LP
- Gamla skivbekanta. LP. Karusell. 1959.
- Säg det i toner. LP. Excellent. U.å.
- Sven-Olof Sandberg. (Röda Serien ; 44) LP. Sonora. 1970.
- S.O.S. sjunger Taube. (Röda Serien). LP. Sonora. 1972?
- Vintergatan. LP. Cupol. 1972
- När det våras ibland bergen : 1929-33. LP. Gamla skivbekanta. 1989

### CD
- Schlagerkavalkaden 4. Refräng. 1998. Libris 11476325
- På toppen. Nostalgia. Naxos. 2004. Libris 11525128